# Baidi (Fengjie)
Baidi (chinesisch 白帝镇, Pinyin Báidì Zhèn) ist eine Großgemeinde im Nordosten des Kreises Fengjie der regierungsunmittelbaren Stadt Chongqing in der Volksrepublik China. Ihr Verwaltungsgebiet hat eine Fläche von 151,64 km² und ca. 57.000 Einwohner (Ende 2007). Ein Teil des "Landschafts- und Erholungsgebietes Baidicheng" liegt auf dem Territorium von Baidi.

## Administrative Gliederung
Baidi setzt sich aus vier Einwohnergemeinschaften und 16 Dörfern zusammen. Diese sind:
| Einwohnergemeinschaft Huanhua (浣花社区), Regierungssitz der Großgemeinde; Einwohnergemeinschaft Baidi (白帝社区); Einwohnergemeinschaft Huanglian (黄连社区); Einwohnergemeinschaft Yuanliang (袁梁社区); Dorf Baiti (百梯村); Dorf Bazhen (八阵村); Dorf Changling (长岭村); Dorf Dawan (大湾村); Dorf Heiyan (黑岩村); Dorf Jishan (鸡山村); | Dorf Jiupan (九盘村); Dorf Longjing (龙井村); Dorf Miaoya (庙垭村); Dorf Pingshang (坪上村); Dorf Qianjin (前进村); Dorf Qiaowan (桥湾村); Dorf Shimiao (石庙村); Dorf Xiangshan (香山村); Dorf Xingjia (兴家村); Dorf Ziyang (紫阳村). |

Koordinaten: 31° 4′ N, 109° 35′ O